# شهرستان گرگ (تگزاس)
شهرستان گرگ، تگزاس (به انگلیسی: Gregg County, Texas) یک سکونتگاه مسکونی در ایالات متحده آمریکا است که در تگزاس واقع شده‌است.

## خصوصیات
شهرستان گرگ ۷۱۴٫۸۴ کیلومترمربع مساحت دارد.

## نگارخانه

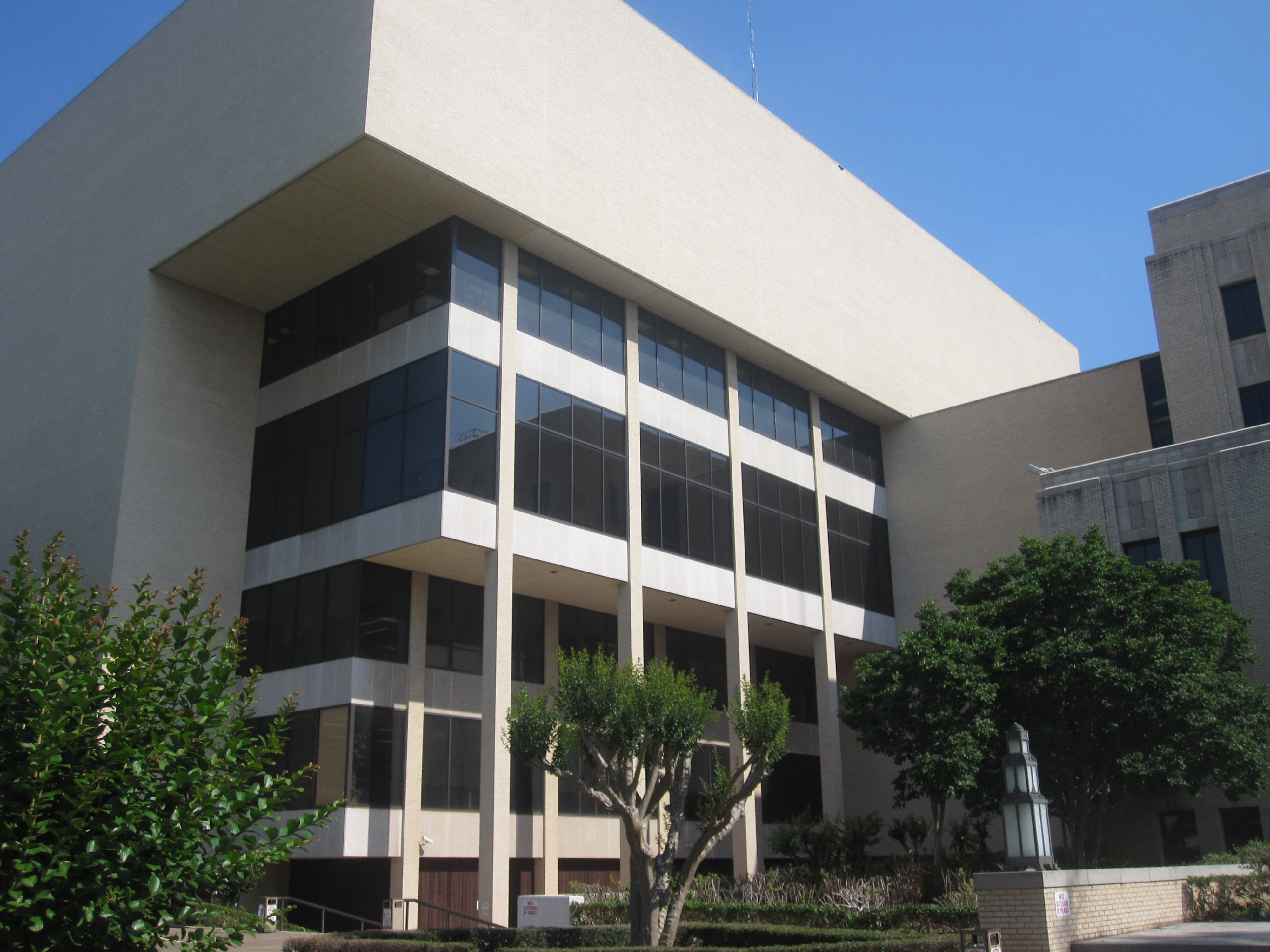
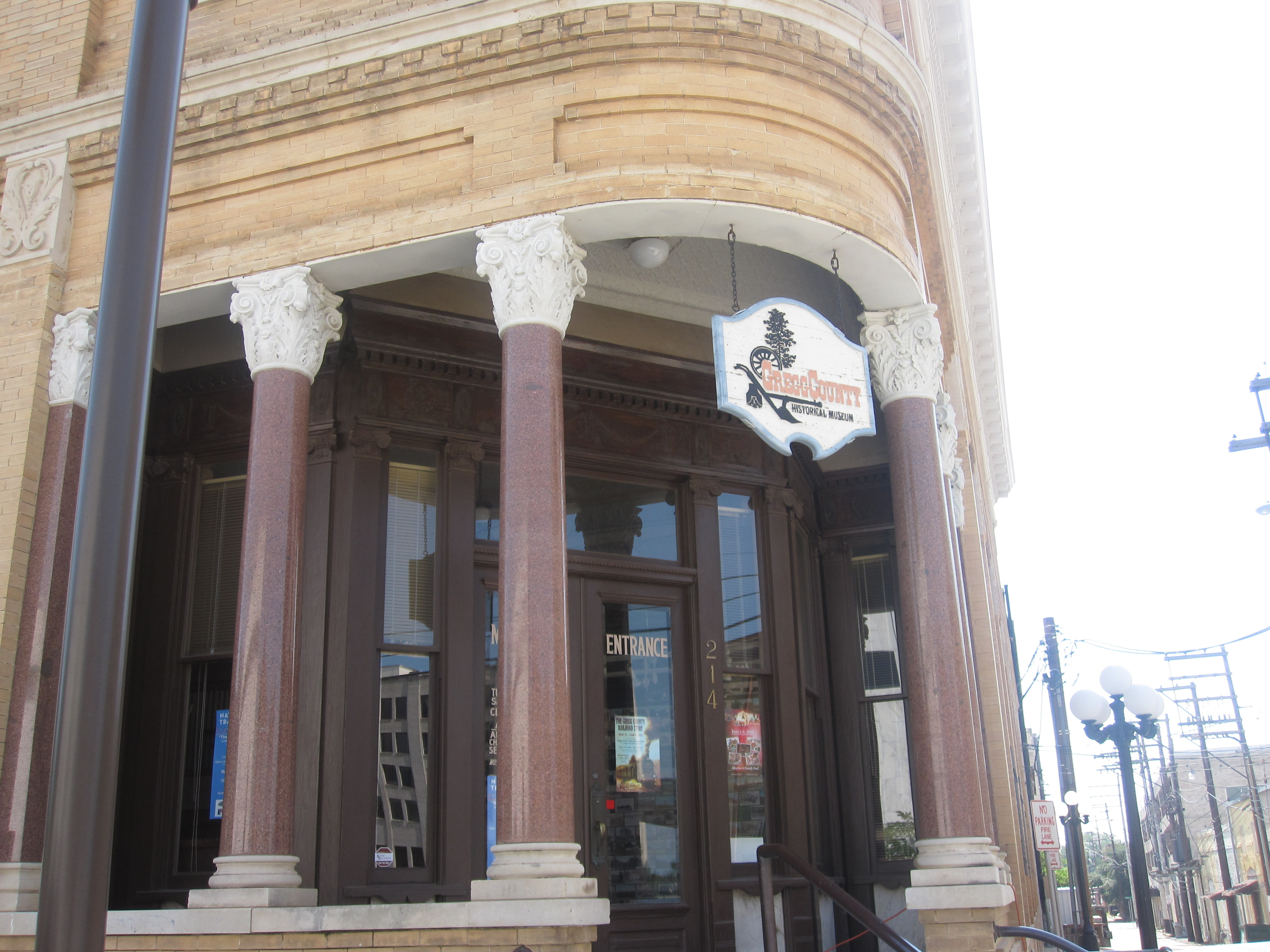
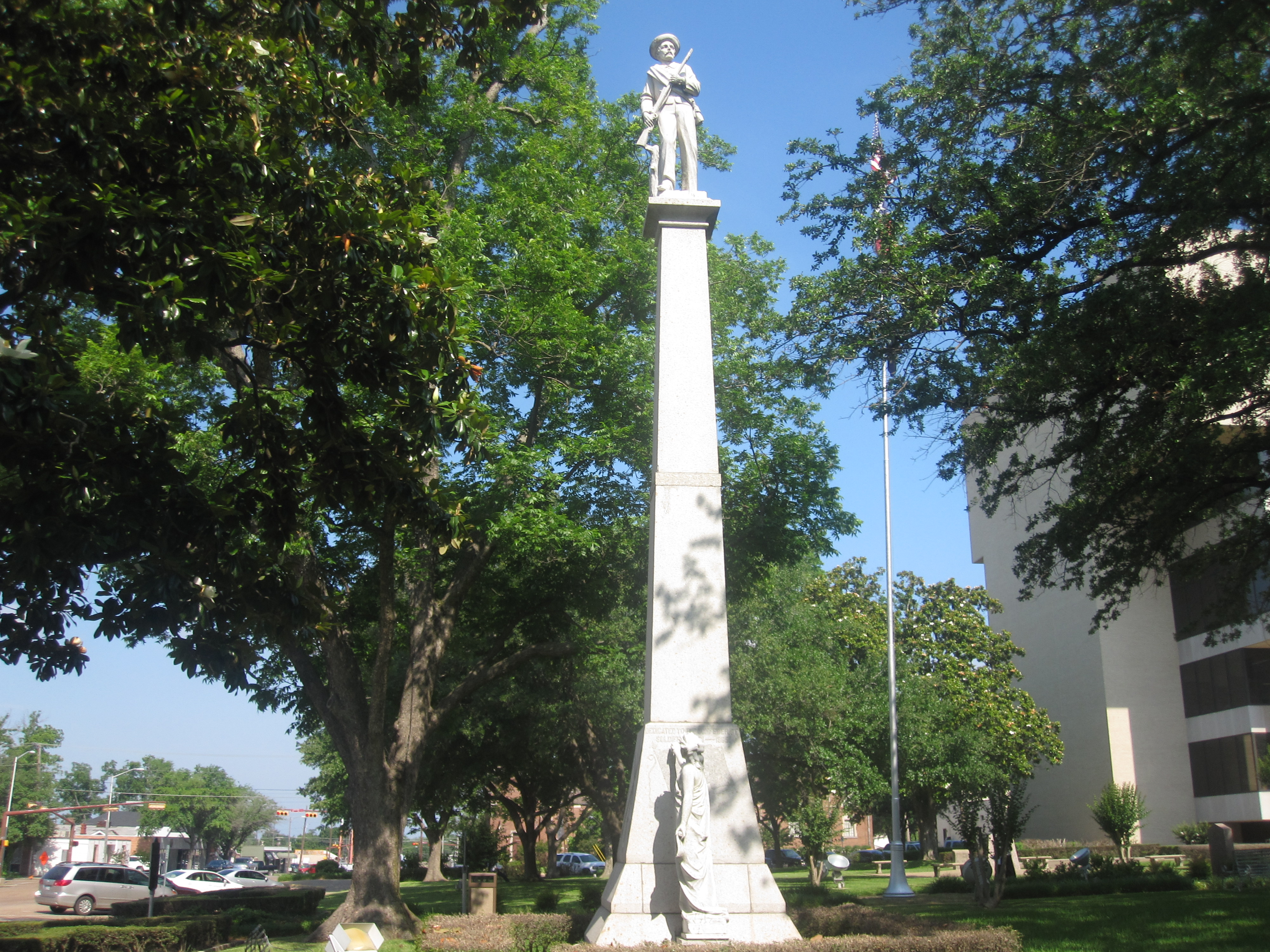